# Elecciones municipales de Arequipa de 1989
Las elecciones municipales de Arequipa de 1989 se llevaron a cabo el 12 de noviembre de 1989 para elegir al alcalde y al Concejo Provincial de Arequipa para el periodo 1987-1989. La elección se celebró simultáneamente con elecciones municipales en todo el país.
No se encuentran disponibles los registros oficiales completos del Jurado Nacional de Elecciones. Los resultados se han reconstruido según registros alternativos.

## Sistema electoral
La Municipalidad Provincial de Arequipa es el órgano administrativo y de gobierno de la provincia de Arequipa. Está compuesta por el alcalde y el Concejo Provincial.
La votación del alcalde y el concejo se realiza en base al sufragio universal, que comprende a todos los ciudadanos nacionales mayores de dieciocho años, empadronados y residentes en la provincia de Arequipa y en pleno goce de sus derechos políticos, así como a los ciudadanos no nacionales residentes y empadronados en la provincia de Arequipa.
El Concejo Provincial de Arequipa está compuesto por 19 regidores elegidos por sufragio directo para un período de tres (3) años, en forma conjunta con la elección del alcalde (quien lo preside). La votación es por lista cerrada y bloqueada. Se asigna a la lista ganadora los escaños según el método d'Hondt o la mitad más uno, lo que más le favorezca.

## Composición del Concejo Provincial de Arequipa
La siguiente tabla muestra la composición del Concejo Provincial de Arequipa antes de las elecciones.
| Partidos | Partidos                                     | Regidores |
| -------- | -------------------------------------------- | --------- |
|          | Frente Nacional de Trabajadores y Campesinos | 11        |
|          | Partido Aprista Peruano                      | 5         |
|          | Izquierda Unida                              | 3         |

## Partidos y candidatos
A continuación se muestra una lista de los principales partidos y alianzas electorales que participaron en las elecciones:
| Candidatura | Candidatura | Partidos y alianzas | Candidatos | Candidatos                 | Ideología                                                        | Resultado previo | Resultado previo | Ref. |
| Candidatura | Candidatura | Partidos y alianzas | Candidatos | Candidatos                 | Ideología                                                        | Votos (%)        | Reg.             | Ref. |
| ----------- | ----------- | --- | ---------- | -------------------------- | ---------------------------------------------------------------- | ---------------- | ---------------- | ---- |
|             | FNTC        | Lista - Frente Nacional de Trabajadores y Campesinos (FNTC) |            | Luis Cáceres Velásquez     | Nacionalismo de izquierda Tahuantinsuyismo                       | 33.55%           | 11               |      |
|             | APRA        | Lista - Partido Aprista Peruano (APRA) |            | Sin información disponible | Aprismo                                                          | 30.40%           | 5                |      |
|             | IU          | Lista - Izquierda Unida (IU) – Unión de Izquierda Revolucionaria (UNIR) – Partido Unificado Mariateguista (PUM) – Partido Comunista Peruano (PCP) – Frente Obrero Campesino Estudiantil y Popular (FOCEP) |            | Sin información disponible | Marxismo-leninismo Mariateguismo Socialismo democrático          | 22.67%           | 3                |      |
|             | ASI         | Lista - Acuerdo Socialista de Izquierda (ASI) – Partido Socialista Revolucionario (PSR) – Partido Comunista Revolucionario (PCR) – Movimiento Socialista Peruano (MSP)                                    |            | Sin información disponible | Mariateguismo Socialismo democrático                             | 22.67%           | 3                |      |
|             | FREDEMO     | Lista - Frente Democrático (FREDEMO) – Acción Popular (AP) – Movimiento Libertad (Libertad) – Partido Popular Cristiano (PPC)                                                                             |            | Sin información disponible | Liberalismo económico Humanismo cristiano Conservadurismo social | 5.48%            | 0                |      |

## Resultados

### Sumario general
| |                                                     |              |              |              |           |           |
| Partidos y coaliciones                                                                                      | Partidos y coaliciones                              | Voto popular | Voto popular | Voto popular | Regidores | Regidores |
| Partidos y coaliciones                                                                                      | Partidos y coaliciones                              | Votos        | %            | ±pp          | Total     | +/−       |
| | Frente Nacional de Trabajadores y Campesinos (FNTC) | 108,446      | 45.22        | +11.67       | 11        | ±0        |
| | Frente Democrático (FREDEMO)1                       | 63,773       | 26.59        | +21.11       | 4         | +4        |
| | Izquierda Unida (IU)                                | 40,903       | 17.06        | –5.61        | 3         | ±0        |
| | Partido Aprista Peruano (APRA)                      | 21,404       | 8.93         | –21.47       | 1         | –4        |
| | Acuerdo Socialista de Izquierda (ASI)               | 2,620        | 1.09         | Nuevo        | 0         | ±0        |
| | Lista Independiente N° 5                            | 1,656        | 0.69         | n/a          | 0         | ±0        |
| | Lista Independiente N° 3                            | 1,016        | 0.42         | n/a          | 0         | ±0        |
| |                                                     |              |              |              |           |           |
| Total | Total                                               | 239,818      |              |              | 19        | ±0        |
| |                                                     |              |              |              |           |           |
| Votos válidos                                                                                               | Votos válidos                                       | 239,818      | 100.00       | +11.53       |           |           |
| Votos en blanco                                                                                             | Votos en blanco                                     | 0            | 0.00         | –2.42        |           |           |
| Votos nulos                                                                                                 | Votos nulos                                         | 0            | 0.00         | –9.11        |           |           |
| Votos emitidos                                                                                              | Votos emitidos                                      | 239,818      | 67.23        | –18.08       |           |           |
| Abstenciones                                                                                                | Abstenciones                                        | 116,857      | 32.76        | +18.08       |           |           |
| Votantes registrados                                                                                        | Votantes registrados                                | 356,675      |              |              |           |           |
| |                                                     |              |              |              |           |           |
| Fuente: |                                                     |              |              |              |           |           |
| Notas al pie: 1 Comparado con los resultados del Partido Popular Cristiano (PPC) en las elecciones de 1986. |                                                     |              |              |              |           |           |
| Notas al pie:                                                                                               |                                                     |              |              |              |           |           |
| 1 Comparado con los resultados del Partido Popular Cristiano (PPC) en las elecciones de 1986.               |                                                     |              |              |              |           |           |

## Elecciones municipales distritales

### Resultados por distrito
La siguiente tabla enumera el control de los distritos de la provincia de Arequipa. El cambio de mando de una organización política se resalta del color de ese partido.
| Distrito               | Alcalde(sa) titular          | Partido político | Partido político                | Alcalde(sa) electo(a)        | Partido político | Partido político                |
| ---------------------- | ---------------------------- | ---------------- | ------------------------------- | ---------------------------- | ---------------- | ------------------------------- |
| Cayma                  | Apolinario Fierro Flores     |                  | Partido Aprista Peruano         | Ulises Torres Montes Revilla |                  | Frente Democrático              |
| Cerro Colorado         | Leonidas Gutiérrez López     |                  | Frente Nacional de Trabajadores | José Núñez Díaz              |                  | Frente Democrático              |
| Characato              | Moisés López Portilla        |                  | Partido Aprista Peruano         | Factor Linares Bejarano      |                  | Frente Democrático              |
| Chiguata               | Climaco Benavente Veliz      |                  | Partido Aprista Peruano         | Artidoro Ojeda Suclla        |                  | Izquierda Unida                 |
| La Joya                | Matías Obando Manrique       |                  | Partido Aprista Peruano         | Lucas Fuentes Bejarano       |                  | Izquierda Unida                 |
| Mariano Melgar         | Julio Velásquez Calienes     |                  | Partido Aprista Peruano         | Gersy Paredes Linares        |                  | Frente Nacional de Trabajadores |
| Miraflores             | Hipólito Valderrama Chávez   |                  | Partido Aprista Peruano         | Daniel Carrión Flores        |                  | Frente Nacional de Trabajadores |
| Mollebaya              | Modesto Nina Toledo          |                  | Partido Aprista Peruano         | Miguel Ruiz Caro Cano        |                  | Frente Democrático              |
| Paucarpata             | Sebastián Fernández Ramírez  |                  | Partido Aprista Peruano         | Sebastián Ramírez Alfaro     |                  | Partido Aprista Peruano         |
| Pocsi                  | Julio Vilca Herrera          |                  | Frente Nacional de Trabajadores | Julio Vilca Herrera          |                  | Frente Nacional de Trabajadores |
| Polobaya               | Manuel Dueñas Aquise         |                  | Izquierda Unida                 | Luis Tito Flores             |                  | Frente Nacional de Trabajadores |
| Quequeña               | Gilberto Marroquín Pantigoso |                  | Partido Aprista Peruano         | Hamilton Cordova Málaga      |                  | Frente Democrático              |
| Sabandía               | Gilberto del Carpio Tenorio  |                  | Partido Aprista Peruano         | Óscar Arteta Pino            |                  | Frente Democrático              |
| Sachaca                | Alejandro Carpio Valencia    |                  | Frente Nacional de Trabajadores | Alejandro Carpio Valencia    |                  | Frente Nacional de Trabajadores |
| San Juan de Siguas     | Marcos Cuadros Valdivia      |                  | Partido Aprista Peruano         | Alberto Díaz Fernández       |                  | Frente Democrático              |
| San Juan de Tarucani   | Juan Zapana Choque           |                  | Izquierda Unida                 | Juan Zapana Choque           |                  | Izquierda Unida                 |
| Santa Isabel de Siguas | Manuel Díaz Oviedo           |                  | Frente Nacional de Trabajadores | Teófilo Rosado Salas         |                  | Lista Independiente N° 3        |
| Santa Rita de Siguas   | Enrique Lozada Casapía       |                  | Lista Independiente N° 9        | César Carrasco Cuba          |                  | Frente Nacional de Trabajadores |
| Socabaya               | Isidro García Vargas         |                  | Partido Aprista Peruano         | Fernando Pareja Pérez        |                  | Frente Nacional de Trabajadores |
| Tiabaya                | Florencio Félix Velarde      |                  | Frente Nacional de Trabajadores | Dionicio Bejarano Velarde    |                  | Frente Democrático              |
| Uchumayo               | Agripino Fuentes García      |                  | Frente Nacional de Trabajadores | Agripino Fuentes García      |                  | Frente Nacional de Trabajadores |
| Vítor                  | Carlos Paz Gonzales          |                  | Partido Aprista Peruano         | José Linares Ruiz            |                  | Frente Nacional de Trabajadores |
| Yanahuara              | Ángel Mares Velásquez        |                  | Partido Aprista Peruano         | Roger Cáceres Pérez          |                  | Frente Nacional de Trabajadores |
| Yarabamba              | Luis Linares Huaco           |                  | Izquierda Unida                 | Héctor Paredes Portugal      |                  | Izquierda Unida                 |
| Yura                   | Orlando Fuentes Fuentes      |                  | Partido Aprista Peruano         | Hugo Aguilar Acosta          |                  | Izquierda Unida                 |